# Cladonia metaminiata
Cladonia metaminiata är en lavart som beskrevs av S. Stenroos & Ahti. Cladonia metaminiata ingår i släktet Cladonia och familjen Cladoniaceae.   Inga underarter finns listade i Catalogue of Life.